# Torre de telecomunicaciones de Heubach
La Torre de telecomunicaciones de Heubach es una torre de telecomunicaciones de Heubach en Baden-Wurtemberg. Se usa para transmisiones radio direccional, radio móvil, radio de emergencia y para FM- y transmisión de televisión.
Está equipada con una cubierta de observación en una altura de 25 metros, que es accesible al público (por temporadas) por una escalera de 139 peldaños.

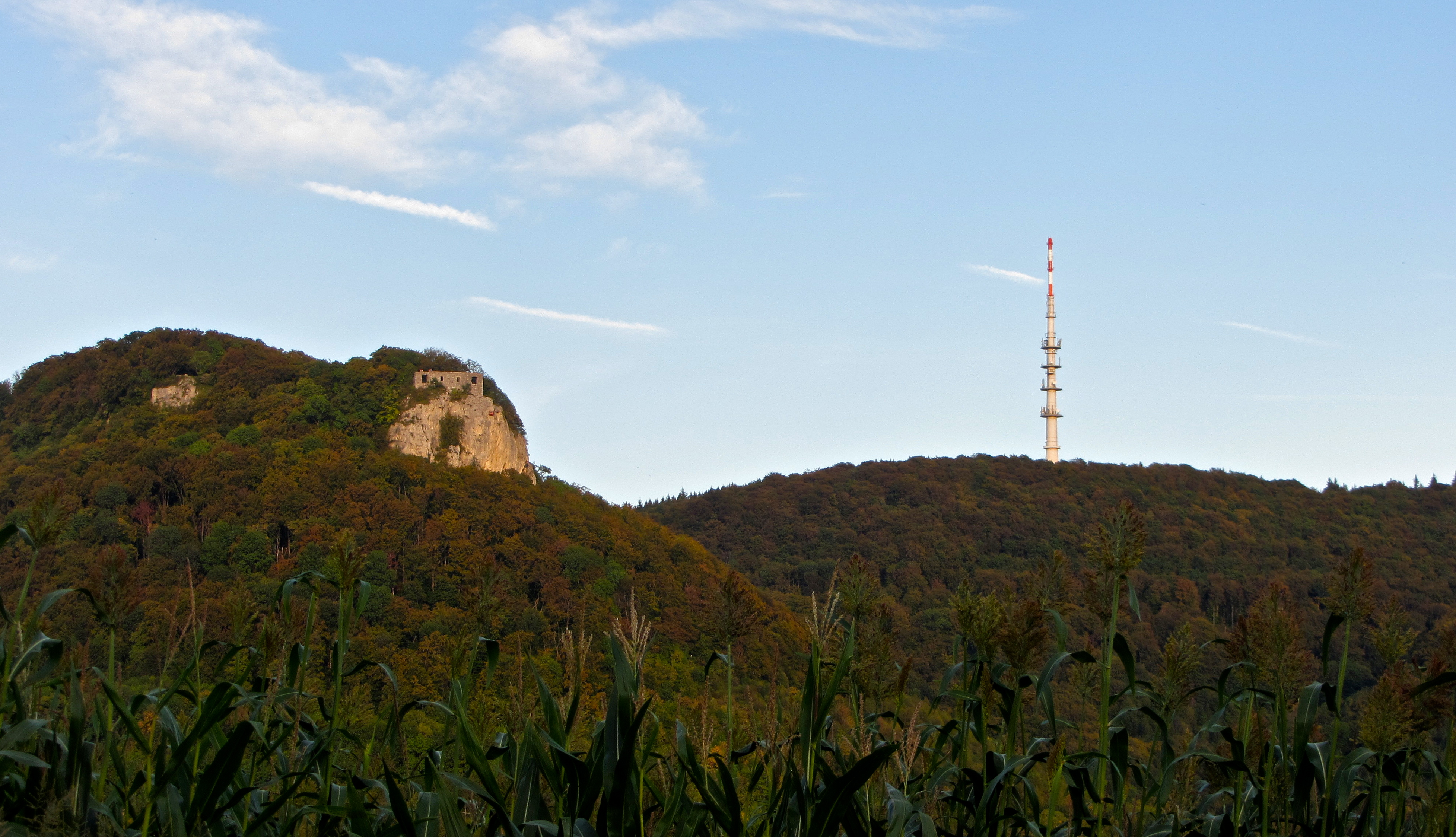
Torre de telecomunicaciones de Heubach y las ruinas de Rosenstein

## Programas de FM- y televisión emitidos
| Televisión-Programa              | Canal      | ERP       |
| -------------------------------- | ---------- | --------- |
| ZDF                              | 29         | 250,00 kW |
| SWR Televisión Baden-Württemberg | 52         | 150,00 kW |
| FM-Programa                      | Frecuencia | ERP       |
| bigFM                            | 105,1 MHz  | 0,32 kW   |